# ارزش ابزاری و ذاتی
در فلسفه اخلاق، ارزش ابزاری (Instrumental) و ذاتی (intrinsic)، تمایز بین آن چیزی است که وسیله‌ای برای رسیدن به هدف است و چیزی که به خودی خود هدف است. اگر چیزها به یک هدف خاص کمک کنند، ارزش ابزاری دارند. در مقابل، ارزش‌های ذاتی به خودی خود مطلوب شناخته می‌شوند. ابزار یا وسیله‌ای مانند چکش یا ماشین لباسشویی دارای ارزش ابزاری است زیرا به شما کمک می‌کند میخ را بکوبید یا لباس‌هایتان را تمیز کنید. شادی و لذت معمولاً دارای ارزش ذاتی تلقی می‌شوند تا جایی که پرسیدن اینکه چرا کسی آنها را می‌خواهد معنی کمی دارد: آنها صرف نظر از ارزش ابزاری احتمالی آنها به خاطر خودشان مطلوب هستند. نام‌های کلاسیک ابزاری و ذاتی توسط جامعه‌شناس ماکس وبر ابداع شد، او سال‌ها صرف مطالعه معانی خوبی کرد که افراد به اعمال و عقاید خود نسبت داده بودند.